# Афригидська культура
Афригидська культура — археологічна культура залізної доби.
Датується 300—800 рр. після РХ. Була поширена у державі Хорезм.
Названа по хорезмській династії Афригидів.
В утворенні Афригидської культури більшу роль зіграли околишні степові племена.
- Для Афригидської культури характерний занепад старих античних міст. У кінці Афригидської культури почали виникати нові міста, що складалися як посади в стін великих феодальних замків.
- Переважаюче сільське поселення — феодальна садиба-замок і общинний будинок.

Утворилася в період кризи рабовласництва й переходу до феодалізму у Хорезмі.
Виділена С. П. Толстовим в 1937-40.